# Orangebröstad flugsnappare
Orangebröstad flugsnappare (Ficedula dumetoria) är en fågel i familjen flugsnappare inom ordningen tättingar.

## Utseende och läte
Hane orangebröstad flugsnappare är omisskännlig med sitt långa ögonbrynsstreck och orangefärgat bröst som gett den sitt namn. Övervintrande hane mugimakiflugsnappare är något lik, men denna har ett kortare och mer fyrkantigt ögonbrynsstreck samt bredare men kortare vit fläck på vingen. Honan är brun ovan och vitaktig under, med orangefärgat bröst och rostfärgad stjärt. Kombinationen av enfärgat bruna vingar, varmtonad stjärt och relativt enhetlig huvudteckning skiljer den från hona mugimakiflugsnappare och vitbrynad flugsnappare. Vissa Cyornis-honor kan vara lika, men dessa är slankare och har proportionellt längre vingar. Sången består av en kort fras med tre till fyra mycket ljusa och tunna toner.

## Utbredning och systematik
Orangebröstad flugsnappare förekommer i Sydöstasien. Den delas in i två underarter med följande utbredning:
- Ficedula dumetoria muelleri – förekommer på Malackahalvön, Sumatra och Borneo
- Ficedula dumetoria dumetoria – förekommer på Java, Bali och västra Små Sundaöarna (Lombok, Sumbawa och Flores)

Tidigare betraktades tanimbarflugsnappare (F. riedeli) utgöra en underart, men den urskiljs numera oftast som egen art. 

## Levnadssätt
Orangebröstad flugsnappare hittas i skogar i bergstrakter och förberg. Där födosöker den i täta låga buskar, vanligen enstaka eller i par.

## Status och hot
Arten har ett stort utbredningsområde men tros minska i antal, dock inte tillräckligt kraftigt för att den ska betraktas som hotad. IUCN kategoriserar därför arten som livskraftig (LC).